# جیلسون رودریگز
جیلسون رودریگز (به پرتغالی: Gelson Rodrigues de Souza) مهاجم اهل برزیل است که در شهر Juscimeira و در تاریخ ۳ ژانویهٔ ۱۹۸۲ به دنیا آمده‌است.
جیلسون رودریگز در تیم‌های فوتبال Rondinella سابقهٔ حضور دارد.